# Питер Велер
Питер Фредерик Велер (енгл. Peter Frederick Weller; Стивенс Поинт, Висконсин; рођен, 24. јуна 1947), амерички је филмски, телевизијски и позоришни глумац и историчар уметности. Велер се појавио у више од 70 филмова и телевизијских серија, укључујући филм Робокап (1987) и његов наставак Робокап 2 (1990), у којем је глумио насловног јунака, онда Авантуре Бакару Банзаија кроз осму димензију (1984), Вриштавци (1995) и Звездане стазе: Према тами (2013). Такође се појавио у филмовима као што су Моћна Афродита Вудија Алена (1995), Ново доба (1994) Оливера Стоуна и филмској адаптацији истоименог романа Вилијама Бароуза Голи ручак (1991).